# Sainte-Marie-Outre-l'Eau
Sainte-Marie-Outre-l'Eau é uma comuna francesa na região administrativa da Normandia, no departamento Calvados. Estende-se por uma área de 5,89 km². Em 2010 a comuna tinha 125 habitantes (densidade: 21,2 hab./km²).